# Heath Caper
Heath Caper fue un supuesto complot de la KGB y el servicio secreto checoslovaco (StB) para obtener una influencia de chantaje sobre el político conservador británico Edward Heath.
Josef Frolik, publicó detalles del presunto complot en sus memorias en 1975.
En 2012, la BBC entrevistó a Jan Mrazek, el supuesto manipulador de StB, quien negó cualquier implicación. Los archivos no lo contradecían, sin embargo, estaban en desacuerdo con algunas de sus afirmaciones generales.
Jan Mrazek afirmó que se hizo que George Kennedy Young, un exmiembro del MI6, y en el ala opuesta del Partido Conservador había iniciado la historia como una difamación.